# Arthur Vangramberen
Arthur Vangramberen (Tienen, 23 juli 1873 - 1940) was een Belgisch kunstschilder.

## Levensloop
Vangramberen (ook Van Gramberen) was een zoon van Louis-Francois Van Gramberen (°1840) en van Marie-Justine Dewahleyns (°1851). Hij studeerde aan de Sint-Lucasschool in Gent. Hij ging zich in Tienen vestigen en werkte onder de naam Arthur Van Gramberen-Courtois. Hij leverde werk in Tienen en omstreken, maar ook elders in België.
Hij was schilder van religieuze onderwerpen. De altaarstukken van de Sint-Germanuskerk in Tienen en de kruisweg in de Sint-Leonarduskerk in Zoutleeuw zijn van zijn hand.
Als kunsthistoricus en oudheidkundige tekende hij de meest schilderachtige hoekjes van de stad.
Hij was ook een theoreticus en schreef veel in het Bulletin des Métiers d'art.
Toen de oude begraafkapel of necropolis in Grimde bij Tienen heel bouwvallig werd, wilde men ze slopen. Dit werd door Arthur van Gramberen verhinderd. Hij schreef er een artikel over in het Bulletin des Métiers d'Art en werd hierin gesteund door kanunnik en kunsthistoricus Raymond A.G. Lemaire en door Stan Leurs die het gebouw beschreven in hun werk L'Architecture romane dans l'ancien Duché de Brabant.

## Publicaties
- Merkweerdige gebeurtenissen, Thienen aangaande, binnen de jaren 1813-15, in: Hagelandse Gedenkschriften, 1908.
- Geschriften van Sint-Carolus Borromeus over kerkbouw en kerkinrichting, bewerkt en geïllustreerd.